# Snježana Pejčić
Snježana Pejčić (* 13. červenec 1982 Rijeka) je chorvatská sportovní střelkyně ze vzduchovky a malorážky. Se střelbou začala ve svých 15 letech a od té doby je také členkou sportovního klubu Lokomotiva Rijeka.
V roce 2002 se stala juniorskou evropskou šampionkou. Největších úspěchů dosáhla v roce 2008, kdy na závodě světového poháru v Mnichově získala druhé místo a na Olympijských hrách v Pekingu bronzovou medaili.